# Лоу, Келли
Ке́лли Ло́у (англ. Kelley Law, урождённая Ке́лли А́ткинс, англ. Kelley Atkins, в первом замужестве Ке́лли О́уэн, англ. Kelley Owen; род. 11 января 1966, Бернаби, Британская Колумбия) — канадская кёрлингистка, играющая на позиции скипа, бронзовый призёр Олимпийских игр 2002 года, чемпионка мира 2000 года.

## Спортивная карьера
В 1997 году Келли Лоу вместе с командой не смогла отобраться на Олимпийский турнир по кёрлингу в Нагано. После этой неудачи Келли поставила цель попасть на следующие игры в Солт-Лейк-Сити. За 4 года между Олимпийскими играми команда, капитаном которой являлась Келли, сумела победить в множестве региональных соревнований, занять первое место в канадском отборе к Олимпийским играм 2002 года, а также завоевала золото Чемпионата мира 2000 года.
На Олимпийских играх в Солт-Лейк-Сити сборная Канады, ведомая Келли Лоу, показала великолепный результат в предварительном раунде, где одержала 8 побед в 9 встречах, но в полуфинале неожиданно уступили сборной Великобритании. В поединке за третье место были повержены соперницы из США.
В 2003 году Келли распускает команду и уходит из спорта. За три последующих года Келии родила ребёнка и стала сертифицированным агентом по продаже недвижимости. Но в 2006 году Лоу возвращается в кёрлинг с целью пройти отбор на Олимпийские игры 2010, которые проходили в Ванкувере. В новой команде из прежнего состава нашлось место лишь Джорджине Уиткрофт. Но эта попытка оказалась неудачной и в 2009 году Келли Лоу вновь решила уйти из кёрлинга.

## Достижения
- Зимние Олимпийские игры: бронза (2002).
- Чемпионат мира по кёрлингу среди женщин: золото (2000).
- Чемпионат Канады по кёрлингу среди женщин: золото (2000), серебро (2001), бронза (1992).
- Канадский олимпийский отбор по кёрлингу: золото (2001), бронза  (1997).
- Кубок Канады по кёрлингу: серебро (2003).
- Континентальный Кубок по кёрлингу: золото (2002).

## Команды
| Сезон   | Четвёртый    | Третий             | Второй             | Первый           | Запасной                                                                 | Турниры              |
| ------- | ------------ | ------------------ | ------------------ | ---------------- | ------------------------------------------------------------------------ | -------------------- |
| 1989—90 | Келли Аткинс | Donna Maitland     | Karen Koyanagi     | Terry Ridley     | Linda Kirton                                                             | ЧК 1990 (9 место)    |
| 1991—92 | Lisa Walker  | Келли Оуэн         | Cindy McArdie      | Cathy Sauer      | Линдси Спаркс                                                            | ЧК 1992              |
| 1994—95 | Марла Гейгер | Келли Оуэн         | Sherry Fraser      | Кристин Юргенсон | Cindy McArdle                                                            | ЧК 1995 (6 место)    |
| 1996—97 | Келли Оуэн   | Марла Гейгер       | Sherry Fraser      | Кристин Юргенсон | Линдси Спаркс тренер: Линдси Спаркс                                      | ЧК 1997 (12 место)   |
| 1997—98 | Келли Лоу    | Марла Гейгер       | Sherry Fraser      | Кристин Юргенсон |                                                                          | КООК 1997            |
| 1999—00 | Келли Лоу    | Джулия Скиннер     | Джорджина Уиткрофт | Диана Нельсон    | Элейн Дагг-Джексон (ЧК), Шерил Нобл (ЧМ) тренер: Элейн Дагг-Джексон (ЧМ) | ЧК 2000 · ЧМ 2000    |
| 2000—01 | Келли Лоу    | Джулия Скиннер     | Джорджина Уиткрофт | Диана Нельсон    | Шерил Нобл тренер: Элейн Дагг-Джексон                                    | ЧК 2001              |
| 2001—02 | Келли Лоу    | Джулия Скиннер     | Джорджина Уиткрофт | Диана Нельсон    | Шерил Нобл тренер: Gene Friesen                                          | КООК 2001 · ЗОИ 2002 |
| 2002—03 | Келли Лоу    | Джулия Скиннер     | Джорджина Уиткрофт | Диана Дезура     |                                                                          | КК 2003              |
| 2004—05 | Келли Лоу    | Donna Budau        | Марла Маллет       | Sherry Fraser    |                                                                          |                      |
| 2006—07 | Келли Лоу    | Джорджина Уиткрофт | Шеннон Алексик     | Darah Provencal  | Steph Jackson тренер: Brent Giles                                        | ЧК 2007 (8 место)    |
| 2009—10 | Келли Лоу    | Jody Maskiewich    | Шеннон Алексик     | Darah Provencal  |                                                                          | [ 3 ]                |
| 2010—11 | Келли Лоу    | Jody Maskiewich    | Шеннон Алексик     | Darah Provencal  |                                                                          | [ 4 ]                |
| 2011—12 | Келли Лоу    | Шеннон Алексик     | Kirsten Fox        | Dawn Suliak      |                                                                          | [ 5 ]                |

(скипы выделены полужирным шрифтом)

## Семья
Замужем, двое детей. Является тётей канадских софтболистки Даниэль Лоури и бейсболиста Бретта Лоури.